# Rolf-Christel Guié-Mien
Rolf-Christel Guié-Mien (Brazzaville, 28 ottobre 1977) è un ex calciatore congolese (Repubblica del Congo), di ruolo centrocampista.

## Carriera

### Nazionale
Ha partecipato alla Coppa d'Africa del 2000.

## Palmarès

### Club

#### Competizioni nazionali
- Campionato tedesco di seconda divisione: 1

Friburgo: 2002-2003